# جامعة آشور
جامعة آشور  هي جامعة أهلية تقع في مدينة بغداد في العراق. أسست عام 2017 تحت اسم "كلية آشور الجامعة".

## الكليات
تضم الجامعة 12 كلية:
- كلية الطب العام
- كلية طب الأسنان.[4]
- كلية الصيدلة.[5]
- كلية الهندسة.[6]
- كلية التقنية الطبية.
- كلية التقنية الهندسي.
- كلية القانون.
- كلية التربي البدنية والعلوم الرياضية.
- كلية الإدارة والاقتصاد.
- كلية العلوم.
- كلية الآداب.
- كلية الفنون الجميلة.